# Knut Eriksson (till Nääs)
Knut Eriksson till Nääs, född på 1400-talet i Småland, död mellan 1535 och 1539, var en svensk godsägare och riksråd.

## Biografi
Knut Eriksson föddes i Småland, och var troligen av ofrälse börd. Knut Eriksson omtalas första gången 1491, då han höll ting i Digerviksholm i Österbotten, 1496 höll han ting i Kalvola socken. År 1502 omtalas han som häradshövding i Norrbotten. År 1504 utnämndes Knut Eriksson till riksråd, och 1506 var han på förslag till lagman över norra Finland, men Henrik Stensson (Renhuvud) utnämndes istället. 1511 var han lagman i Satakunta och Österbottens lagsaga. År 1520 befalldes han med övriga av Finlands inflytelserikaste adel av Kristian II att infinna sig i Stockholm, men hörsammade inte uppmaningen.
I juni 1523 befann han sig med den svenska hären och deltog i Gustav Vasas dagtingan med Stockholms stad. Riksråd samma år och fick 10 juli samma år som evärdigt frälse gårdarna Kaakkila och Tondura i Vesilax socken. Knut Eriksson utsågs även detta året som sändebud till Ryssland att underhandla om fred; av en anteckning vid traktaten framgår att han ej var skrivkunnig och att hans kaplan undertecknade å hans vägnar. Deltog som riksdagsman vid riksdagen i Västerås 1525, den 30 september 1527 erhöll han Närpes socken med alla kungliga rättigheter i förläning, och 1528 stadfästelse på lagmansrätten över Satakunta och Österbottens lagsaga. Han behöll sitt ämbete fram till 22 december 1535, då det i anseende till hans höga ålder överlämnades till sonen, Jöns Knutsson Kurck den äldre.
Knut Eriksson delade sin egendom mellan barnen 29 juli 1532 och nämns 1539 som avliden.

### Familj
Knut Eriksson gifte sig före 4 augusti 1489 med Elin Kurck (död före 1532), dotter till domaren Klas Korke och Elin Jönsdotter (Stenbock). De fick tillsammans barnen studenten Jakob Kurck vid Rostocks universitet, abbedissan Birgitta Knutsdotter (död 1577) vid Nådendals kloster, Anna Knutsdotter som var gift med Sten Jakobsson (Ille, finsk frälsesläkt) och häradshövdingen Sten Finne, Christina Knutsdotter (död 1551) som var gift med ståthållaren Arvid Eriksson (Stålarm) och hövitsmannen Nils Månsson Grabbe på Viborgs slott och lagmannen Jöns Kurck (1503–1577) i Satakunta och Österbottens lagsaga.
Genom giftet blev hans barn besläktade med den äldre Kurckätten (utdöd på svärdssidan 1522), och de valde att ta upp denna ätts namn. Sonen Jöns Knutsson Kurck blev stamfar för den friherrliga ätten Kurck.